# Łańcut
Łańcut é um município da Polônia, na voivodia da Subcarpácia e no condado de Łańcut. Estende-se por uma área de 19,42 km², com 17 777 habitantes, segundo os censos de 2017, com uma densidade de 915,4 hab/km².